# Gustaf Swebilius
Carl Gustaf "Gus" Swebilius, född 19 april 1879 i Västra Vingåkers socken, död 18 oktober 1948 i Hamden, Connecticut, var en svenskamerikansk vapenkonstruktör och industriman.
Gustaf Swebilius var son till urmakaren Carl Edvard Anton Swebilius. Han emigrerade 1896 till USA och anställdes vid Marlins vapenfabrik i New Haven, Connecticut. Han blev snart en skicklig yrkesman. Som John Moses Brownings assistent medverkade han vid konstruktionen av browningskulsprutan. Swebilius lyckades reducera dess vikt för flygplansbruk och löste även synkronisering för att kunna skjuta mellan propellerbladen. 1926 grundade han en egen fabrik, High Standard Manufacturing Company i Hamden, för tillverkning av sportgevär och pistoler. Under andra världskriget blev detta företag en av USA:s största vapenfabriker med 5 000 anställda. Där tillverkades bland annat en ny typ av kulspruta av Sweblius konstruktion samt en av Swebilius omkonstruerad automatpistol. Han testamenterade två miljoner dollar till forskning rörande cancer och epilepsi.